# 쇠데르만란드 공작 빌헬름 왕자

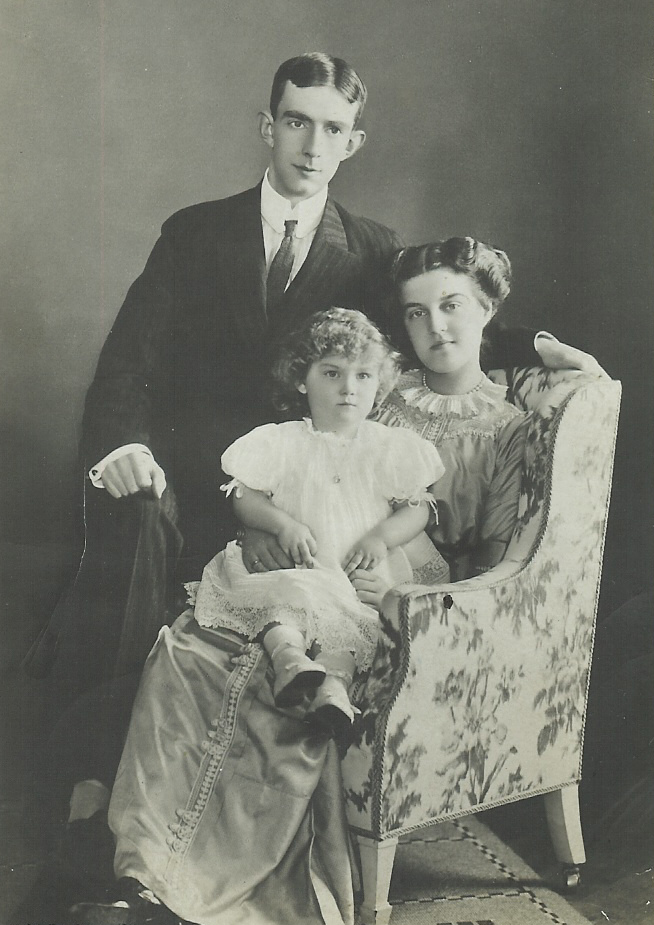
아내 마리야 파블로브나여대공과 아들 레나르트 베르나도테와 함께

쇠데르만란드 공작 빌헬름 왕자(Prince Wilhelm, Duke of Södermanland, 1884년 6월 17일 ~ 1965년 6월 5일)는 스웨덴과 노르웨이의 왕자였다. 그는 빌헬름 왕자로 많은 책(주로 스웨덴어로)을 저술했다.